# Mellan-Grevie
Mellan-Grevie is een plaats (småort) in de gemeente Vellinge in het landschap Skåne en de provincie Skåne län in Zweden. De plaats heeft 77 inwoners (2010) en een oppervlakte van 11 hectare.

## Geboren
- Carl Gustaf Thomson (1824-1899), entomoloog

Höllviken · Skanör med Falsterbo · Vellinge · Ljunghusen · Hököpinge · Västra Ingelstad · Rängs sand · Gessie villastad · Östra Grevie · Arrie · Vellinge Väster ·  Södra Åkarp · Hököpinge kyrkby · Möllevången · Räng (west) · Mellan-Grevie · Norra Håslöv · Gessie · Räng · Kronan · Västra Grevie